# Rappresaglia 1982
Rappresaglia 1982 è un album dell'hardcore punk band italiana Rappresaglia che raccoglie i primi brani pubblicati dalla band su varie compilation.

## Brani
1. Attack
2. Disperazione
3. Esistenza programmata
4. Aborto sociale
5. Morire per i vostri errori
6. 1984
7. Rifiuto
8. Droghe sociali